# Al Alvarez
Al Alvarez (n. 5 august 1929, Londra, Anglia, Regatul Unit – d. 23 septembrie 2019) a fost un poet și un critic literar englez.

## Scrieri
- The Shaping Spirit (1958)
- The School of Donne (1961)
- The New Poetry' (1962)
- Under Pressure (1965)
- Beyond All This Fiddle (1968)
- The Savage God (1972)
- Beckett (Fontana Modern Masters, 1973)
- Hers (1974)
- Hunt (1979)
- Life After Marriage (1982)
- The Biggest Game in Town (1983)
- Feeding the Rat (1989)
- Day of Atonement (1991)
- Night (1995)
- Where Did It All Go Right? (1999)
- Poker: Bets, Bluffs, and Bad Beats (2001)
- New & Selected Poems (2002)
- The Writer's Voice (2005)
- Risky Business (2007)
- Pondlife (2013)